# Otto Pflugfelder
Otto Pflugfelder (* 15. Februar 1904 im Weiler Rappoltshofen, heute ein Ortsteil von Obersontheim im Landkreis Schwäbisch Hall; † 2. Januar 1994 in Stuttgart) war ein deutscher Biologe und insbesondere Zoologe; er war von 1960 bis 1962 Rektor der Landwirtschaftlichen Hochschule Hohenheim.

## Leben und Wirken
Aufgewachsen auf dem Bauernhof seiner Eltern, studierte er Naturwissenschaften an der Universität Tübingen und wurde dort 1928 zum Dr. rer. nat. promoviert. Nach Assistentenzeiten in Tübingen und Jena habilitierte sich Pflugfelder 1935 im Fach Zoologie. Die Ernennung zum Dozenten erfolgte 1939. 1940 wurde Otto Pflugfelder zum Kriegsdienst eingezogen. Nach einer Kriegsverwundung mit Oberschenkelamputation kehrte er 1945 an die Universität Jena zurück und wurde zum außerplanmäßigen Professor für Zoologie ernannt. 1956 nahm er den Ruf als Professor und Direktor des Instituts für Zoologie an die Landwirtschaftliche Hochschule Hohenheim an, deren Rektor er 1960–1962 war. Das Fach Zoologie vertrat er auch an der Universität Stuttgart, die ihn zu ihrem Honorarprofessor ernannte.
Ab 1958 war er Mitglied der Heidelberger Akademie der Wissenschaften und ab 1983 der New York Academy of Sciences. 1972 wurde er Ehrenmitglied der Gesellschaft für Naturkunde in Württemberg und 1974 Ehrenmitglied der Deutschen Gesellschaft für Parasitologie.

## Forschungsschwerpunkte
Otto Pflugfelder forschte über die Entwicklungsgeschichte der Insekten und auf dem Gebiet der Physiologie insbesondere über die Funktion endokriner Drüsen.

## Veröffentlichungen (Auswahl)
- Zooparasiten und die Reaktionen ihrer Wirtstiere (1950)
- Lehrbuch der Entwicklungsgeschichte und Entwicklungsphysiologie der Tiere (1962)